# بوبکر دیالو (دونده)
بوبکر دیالو (انگلیسی: Boubacar Diallo؛ زادهٔ ۲۲ نوامبر ۱۹۵۴) دونده سرعت اهل سنگال است. وی در بازی‌های المپیک تابستانی ۱۹۸۰ و ۱۹۸۴ شرکت کرده‌است.